# QRZ
(Un) QRZ est un code de radiocommunications télégraphiques qui signifie, lorsqu'interrogatif  « Par qui suis-je appelé ? », selon le code Q ((en) Who is calling me ?) :
- si c'est une question, et  "vous êtes appelé par X sur n kHz", etc. ;
- si c'est une réponse, sachant qu'X peut être un "nom", ou un "indicatif" éventuellement démultiplié car à l'origine les stations radioélectriques disposaient des deux (ex. : l'indicatif du Titanic).

Pour désigner "un indicatif", il existe le code QCX (officiel UIT)(QTS par approximation), donc QRZ ne devrait jamais être employé pour désigner un identifiant ou un indicatif.
QRZ est utilisé par les radioamateurs (formés à la télégraphie) et les cibistes. Par une erreur persistante et largement diffusée, les cibistes, non formés en télégraphie, le confondent généralement avec le QCX ou QTS.